# Eskadre
En eskadre ((italiensk): squadra for 'tropper opstillet i firkant') kan være en administrativ samling af ensartede orlogsfartøjer i en flåde; destroyere, ubåde, torpedobåde osv. men kan også være en kampenhed af forskellige skibstyper, som for eksempel den kejserlige tyske Ostasiengeschwader, som var alle tyske krigsskibe i Kina under 1. verdenskrig.
Den danske flåde er opdelt i tre eskadrer på ca. 600 mand hver. Disse eskadrer ledes af en kommandør og har base på hhv. Flådestation Frederikshavn og Flådestation Korsør.
En eskadre opdeles i divisioner, f.eks. fregatter i fregatdivisionen, korvetter i korvetdivisionen osv.
På tysk hedder en eskadre Geschwader og i Deutsche Marine er eskadrer samlet i flotiller. F.eks. Schnellbootsflottille i Warnemünde består af 2. og 7. Schnellbootsgeschwadern. Hvis Danmark havde en større flåde, ville den også samle eskadrer i flotiller.

## Analoge udtryk i andre værn
- Eskadron (hær)
- Eskadrille (luftvåben)